# Vi söker varandra förgäves
Vi söker varandra förgäves är en psalm med text skriven 1961 av Eric Sjöqvist och musik skriven 1961 av Göran Sandén. Texten bearbetades 1985.

## Publicerad i
- Psalmer och Sånger 1987 som nr 715 under rubriken "Tillsammans i världen".[1]